# Dogville
Dogville este un film coproducție internațională din 2003, scris și regizat de danezul Lars von Trier și cu o distribuție care include pe Nicole Kidman, Lauren Bacall, Paul Bettany, Stellan Skarsgård și James Caan. Filmul este turnat în întregime în platou, toată acțiunea desfășurându-se ca într-o piesă de teatru. Este o parabolă care utilizează un decor minimal pentru a spune povestea unei fete pe nume Grace, o fugară care se refugiază în orașul Dogville. Pelicula a fost prima dintr-o trilogie intitulată SUA - tărâmul tuturor posibilităților; a fost urmat de Manderlay (2005) și va fi completat cu Washington.
Filmul a fost în competiția Palme d'Or la Festivalul de Film de la Cannes 2003, însă premiul a fost câștigat de Elephant în regia lui Gus Van Sant. A fost vizionat la diferite festivale de film înainte de lansarea în Statele Unite, la 26 martie 2004.

## Structura intrigii
Povestea Dogville este narată de John Hurt într-un prolog și nouă capitole, fiecare dintre ele având titluri cu caracter anticipator, lucru care apropie filmul de literatură.

### Prolog
Dogville ("Satul Câinelui") este un cătun american izolat situat în Munții Stâncoși, cu un singur drum de acces. În prolog sunt prezentați cei cincisprezece locuitori adulți care alcătuiesc satul. Ei sunt portretizați ca oameni amabili, buni, cu mici defecte care sunt ușor de iertat.
Orașul este văzut din perspectiva lui Tom Edison Jr., un scriitor aspirant, purtător de cuvânt al comunității, foarte abil în probleme de etică și care dorește să-i succeadă bătrânului său tată, ca lider moral și spiritual al satului. Tom ținea întâlniri regulate cu membrii comunității.

### Capitolul 1
În care Tom aude împușcăturile și o cunoaște pe Grace
Tom este primul care o întâlnește pe Grace Mulligan, care încearcă să scape de urmarirea unor gangsteri. Grace, o femeie tânără și frumoasă, vrea să-și continue fuga însă Tom o asigură că munții sunt prea greu de trecut. În timp ce vorbesc, gangsterii se apropie de sat, iar Tom o ascunde repede pe Grace în mina părăsită din apropiere. Unul dintre gangsteri îl întreabă pe Tom dacă a văzut femeia, lucru pe care el îl neagă. Gangsterul îi oferă o recompensă și un număr de telefon în cazul în care apare Grace.
Tom decide să o folosească pe Grace ca o "ilustrație" la următoarea întâlnire - o modalitate prin care oamenii din sat să dovedească că sunt într-adevăr dedicați valorilor comunității și sunt dispuși să o ajute pe străină. Localnicii rămân sceptici, așa că Tom propune ca femeia să aibă șansa de a dovedi că este o persoană bună. Grace este acceptată timp de două săptămâni, timp în care ea trebuie să câștige prietenia și încrederea oamenilor din sat.

### Capitolul 2
În care Grace pune în aplicare planul lui Tom și se înhamă la munca fizică
La sugestia lui Tom, Grace se oferă să presteze diverse servicii sătenilor, în funcție de nevoile fiecăruia - să vorbească cu orbul și singuraticul Jack McKay, ajutându-l cu micul magazin, să aibă grijă de copiii lui Chuck și Vera și așa mai departe. După o anumită reticență, oamenii acceptă ajutorul ei pentru treburi de care "nimeni nu are cu adevărat nevoie", dar care totuși le ușurează viața. Ca urmare, ea devine o parte acceptată a comunității.

### Capitolul 3
În care Grace se lasă pradă unei provocări dubioase
Într-un acord tacit Grace este așteptată să-și continue treburile, pe care ea le face cu plăcere chiar dacă în schimb este plătită cu sume mici. Ea economisește banii pentru a-și cumpăra un set de șapte figurine de porțelan scump, unul câte unul, de la magazinul lui Ma Ginger. Grace începe să-și facă prieteni, inclusiv pe Jack, un bătrân orb care se preface că nu este orb. Îi câștigă respectul când Grace reușește să-l facă să recunoască că este orb. După două săptămâni, toată lumea votează la întâlnirea orașului ca lui Grace să i se permită să rămână.

### Capitolul 4
Vremuri fericite în Dogville
Lucrurile merg bine în Dogville, până când poliția vine să lipească un afiș pe care scrie că tînăra Grace este dată dispărută și căutată pentru o infracțiune. Starea de spirit a comunității începe să se schimbe, unii dintre ei întrebându-se dacă nu ar trebui să coopereze cu poliția.

### Capitolul 5
4 iulie, în definitiv
Totuși, lucrurile continuă ca de obicei până la sărbătoarea națională din 4 iulie. După ce Tom își recunoaște - într-un stil stângaci - dragostea față de Grace, și află că iubirea este reciprocă, și după ce întregul sat își exprimă acordul că viața s-a îmbunătățit datorită ei, poliția ajunge din nou și înlocuiește afișul "Dispărută" cu afișul "Căutată". Grace este acum urmărită pentru participarea la un jaf bancar. Toată lumea este de acord că ea trebuie să fie nevinovată, deoarece în momentul în care a avut loc jaful, ea făcea treburile zilnice pentru locuitorii satului.
Cu toate acestea, Tom susține că, având în vedere riscul crescut pentru sat de a o ascunde, Grace ar trebui să muncească mai mult și pe mai puțini bani. Din acest moment, ceea ce anterior a fost un acord tacit voluntar tinde să devină o constrângere, Grace simțindu-se inconfortabil cu acestă idee. Totuși, pentru că este îndatorată lui Tom, și pentru a nu-l dezamăgi, acceptă.

### Capitolul 6
În care Dogville își arată colții
Situația se înrăutățește: din cauza volumului de muncă suplimentar, Grace, inevitabil, face greșeli, iar oamenii pentru care lucrează sunt iritați de noul program și dau vina pe ea. Încet-încet situația escaladează, bărbații făcându-i avansuri sexuale iar femeile devenind din ce în ce mai abuzive. Chiar și copiii sunt perverși: Jason, fiul în vârstă de 10 ani, a lui Chuck și al Verei, îi tot cere lui Grace să-l plesnească, până când în cele din urmă ea face asta. Ostilitatea față de Grace atinge în final un punct de cotitură, când Chuck o violează.

### Capitolul  7
În care în sfârșit Grace se satură de Dogville, părăsește orașul și vede din nou lumina zilei
În acea seară, Grace îi spune lui Tom ce s-a întâmplat iar el face planuri pentru scăparea ei. A doua zi, Vera o confruntă pe Grace pentru chelfăneala dată fiului ei iar Liz o anunță că mai mulți oameni l-au văzut pe Tom părăsind coliba ei seara târziu, aruncând suspiciuni cu privire la virtutea ei. În seara următoare, ea se confruntă din nou cu Vera, Liz și Martha, în coliba ei. Martha a fost martoră la întâlnire sexuală între ea și Chuck, în livada de mere. Vera o acuză că i-a sedus soțul și decide s-o pedepsească distrugând figurinele. Grace o imploră pe Vera să le cruțe, și încearcă să-i reamintească Verei toate lucrurile bune pe care le-a făcut pentru ea, inclusiv să-i învețe pe copii stoicismul. Ca răspuns, Vera o provoacă pe Grace să aplice această filosofie fără să plângă de distrugerea a două dintre cele șapte figurne, cu riscul de a le pierde pe toate. Dar Grace plânge iar Vera distruge toate figurinele. Simbolul apartenenței ei la sat este distrus, acum știe că trebuie să plece. 
Grace se duce la Tom în seara aceea și decid să-l mituiască pe Ben, șoferul transportului de marfă, să o scoată afară din sat în camioneta lui, ascunsă printre mere. Pe drum, ea este violată de Ben, după care acesta o aduce înapoi la Dogville.
Satul este de acord că nu trebuie să o lase să evadeze din nou. Banii plătiți lui Ben pentru a o ajuta pe Grace să fugă fuseseră furați de Tom de la tatăl său - dar când Grace este blamată pentru furt, Tom refuză să recunoască că el a făcut-o pentru că, explică el, acesta este singurul mod în care poate să o protejeze pe Grace fără ca oamenii să devină suspicioși. Grace devine în cele din urmă un sclav: este înlănțuită, violată în repetate rânduri și abuzată de locuitorii satului. Întreaga comunitate din Dogville își arată "colții" și se transformă în ceea ce sugerează chiar numele satului unde trăiesc, în niște câini.

### Capitolul 8
În care se ține o întrunire în care adevărul iese la iveală iar Tom pleacă (numai pentru a se întoarce mai târziu)
O întâlnire generală este organizată de Tom, în care Grace se referă calmă la tot ce a îndurat de la toată lumea  din sat, apoi se întoarce la coliba ei. Oamenii strigă că-s minciuni și decid în cele din urmă să scape de ea. Tom se duce la Grace și îi declară credință față de ea nu față de sat, apoi încearcă să facă dragoste cu ea, fiind singurul bărbat adult care nu a făcut sex cu ea. Grace îi răspunde: "...ar fi frumos, dar din punctul de vedere al iubirii noastre ar fi complet greșit. Trebuie să ne întâlnim în libertate". Tom iese, îi cheamă pe gangsteri și mai târziu propune ca Grace să fie închisă în coliba ei, lucru care este acceptat printr-un vot unanim.

### Capitolul 9
În care Dogville primește mult-așteptata vizită iar filmul se termină
Când gangsterii ajung în cele din urmă, ei sunt întâmpinați cu căldură de Tom și de un comitet improvizat alcătuit din alți oameni din sat. Grace este eliberată și în final aflăm că ea este fiica șefului gangsterilor, care a fugit pentru că nu mai putea suporta munca murdară a tatălui ei. Tatăl ei își face intrarea într-un Cadillac și se ceartă cu ea pe probleme de moralitate. Visul lui Grace de a face lumea un loc mai bun a condus-o în a le oferi locuitorilor din Dogville multiple șanse pentru a-și demonstra umanitatea, însă aceștia le-au irosit cu fiecare acțiune. Grace ajunge la concluzia că infracțiunile din Dogville nu pot fi scuzate și pusă în situația de a alege dacă Dogville merită salvat sau șters de pe fața pământului, ca reprezentând un germene de rău pentru întreaga umanitate, ea alege ca locul să fie distrus.

## Distribuție
- Nicole Kidman ... Grace Margaret Mulligan
- John Hurt ... Narator
- Lauren Bacall ... Ma Ginger
- Paul Bettany ... Tom Edison, Jr.
- Chloë Sevigny ... Liz Henson
- Stellan Skarsgård ... Chuck
- Udo Kier ... Omul în palton
- Ben Gazzara ... Jack McKay
- James Caan ... Mr Mulligan
- Patricia Clarkson ... Vera
- Shauna Shim ... June
- Jeremy Davies ... Bill
- Philip Baker Hall ...Tom Edison, Sr.
- Blair Brown ... Henson
- Željko Ivanek ... Ben
- Harriet Andersson ... Gloria
- Siobhan Fallon Hogan ... Martha
- Cleo King ... Olivia
- Miles Purinton ... Jason

## Distincții
| Premiu                                         | Categorie                         | Premiat/nominalizat     | Rezultat     |
| ---------------------------------------------- | --------------------------------- | ----------------------- | ------------ |
| Bodil Awards                                   | Cel mai bun film danez            | Lars von Trier          | Câștigat     |
| Bodil Awards                                   | Cea mai bună actriță              | Nicole Kidman           | Nominalizare |
| Bodil Awards                                   | Cel mai bun actor în rol secundar | Stellan Skarsgård       | Nominalizare |
| Robert Award                                   | Cele mai bune costume             | Manon Rasmussen         | Câștigat     |
| Robert Award                                   | Cel mai bun scenariu              | Lars von Trier          | Câștigat     |
| Robert Award                                   | Cea mai bună editare              | Molly Marlene Stensgård | Nominalizare |
| Robert Award                                   | Cel mai bun film                  | Lars von Trier          | Nominalizare |
| Robert Award                                   | Cea mai bună scenografie          | Anthony Dod Mantle      | Nominalizare |
| Robert Award                                   | Cea mai bună producție            | Peter Grant             | Nominalizare |
| Robert Award                                   | Cel mai bun actor în rol secundar | Stellan Skarsgård       | Nominalizare |
| Robert Award                                   | Cel mai bun regizor               | Lars von Trier          | Nominalizare |
| Cannes Film Festival                           | Palme d'Or                        | Lars von Trier          | Nominalizare |
| European Film Awards                           | Cea mai bună scenografie          | Anthony Dod Mantle      | Câștigat     |
| European Film Awards                           | Cel mai bun film                  | Lars von Trier          | Nominalizare |
| European Film Awards                           | Cel mai bun regizor               | Lars von Trier          | Nominalizare |
| European Film Awards                           | Cel mai bun scenariu              | Lars von Trier          | Nominalizare |
| Goya Awards                                    | Cel mai bun film european         | Lars von Trier          | Nominalizare |
| Russian Guild of Film Critics                  | Cea mai bună actriță străină      | Nicole Kidman           | Câștigat     |
| Russian Guild of Film Critics                  | Cel mai bun film străin           | Lars von Trier          | Câștigat     |
| Italian National Syndicate of Film Journalists | Cel mai bun regizor               | Lars von Trier          | Nominalizare |
| Guldbagge Award                                | Cel mai bun film străin           | Lars von Trier          | Nominalizare |
| Golden Trailer Awards                          | Cel mai bun film independent      | Lars von Trier          | Nominalizare |
| David di Donatello                             | Cel mai bun film european         | Lars von Trier          | Câștigat     |
| Copenhagen International Film Festival         | Premiul Onorific                  | Lars von Trier          | Câștigat     |
| Cinema Brazil Grand Prize                      | Cel mai bun film străin           | Lars von Trier          | Câștigat     |
| Cinema Writers Circle Awards, Spain            | Cel mai bun film străin           | Lars von Trier          | Câștigat     |
| Guild of German Art House Cinemas              | Cel mai bun film străin           | Lars von Trier          | Câștigat     |
| Sofia International Film Festival              | Cel mai bun film                  | Lars von Trier          | Câștigat     |